# Sandro Martini
Sandro Martini (Livorno, 21 aprile 1941 – Milano, 19 dicembre 2022) è stato un pittore italiano.

## Biografia
Frequentò gli Istituti di Arte di Lucca e Firenze. A studi conclusi si trasferì a Milano.
Nel 1986 partecipò all'XV Quadriennale nazionale d'arte di Roma.
È stato titolare della cattedra di Incisione presso la Nuova Accademia di Belle Arti di Milano.
Nel 2014 ricevette il premio Ambrogino d'Oro dal Comune di Milano.
Fu pittore di opere realizzate con diverse tecniche.